# ورزمستان نامك كشت ورزة (زاز الشرقي)
ورزمستان نامك کشت ورزة (بالفارسية: وزمستان نمک کشت ورزه) هي قرية تقع في إيران في قسم زاز الشرقي الریفي. يقدر عدد سكانها بـ 41 نسمة .